# Cheryl Giannini
Cheryl Giannini (* 15. Juni 1948 in Monessen, Pennsylvania) ist eine US-amerikanische Schauspielerin, die von 1980 bis 1996 aktiv war. Laut der Website Sysoon, sei Cheryl A. Giannini am 11. September 2008 in New York City im Alter von 60 Jahren verstorben (gemäß Social Security Death Index).

## Leben
Giannini wurde in Monessen im US-Bundesstaat Pennsylvania geboren. Öffentlich zugängliche biografische Daten fehlen weitestgehend.
Ab 1980 arbeitete sie in New Yok City und spielte sowohl am Broadway als auch am Off-Broadway. Ihre Premiere am Broadway hatte sie 1980 in dem Stück The Suicide am ANTA Playhouse. Von 1981 bis 1982 spielte sie Louise in Grown Ups am Lyceum Theatre. Im November 1982 spielte sie Masha in Anton Tschechows Bühnenstück Three Sisters in einer Produktion des American Repertory Theatre und unter der Regie von Andrei Serban.
1983 hatte sie ihr Debüt vor der Kamera in einer Folge der ABC Weekend Specials. Im selben Jahr spielte sie Pat Menetti in dem Film An einem Morgen im Mai. Es folgten Gast- und Nebenrollen in Fernsehserien und weitere Filme, darunter Auftritte in War And Love sowie einer Filmadaption von Ich bin nicht Rappaport – ihre letzte Arbeit vor der Kamera. Im deutschen Sprachraum wurde Giannini unter anderem von Andrea L’Arronge, Gisela Fritsch, Karin Grüger, Karin Kernke und Astrid Kollex synchronisiert.
Nach ihrer aktiven Karriere lehrte sie 1999 Schauspiel in Pittsburgh.

## Nominierungen
- 1982: Drama Desk Award in der Kategorie “Nebendarstellerin in einem Schauspiel” für Grown Ups als Louise.[9][10]

## Filmografie (Auswahl)
- 1983: ABC Weekend Specials (The Haunted Mansion Mystery; Fernsehserie)[11]
- 1983: An einem Morgen im Mai
- 1984: Miami Vice (Fernsehserie)
- 1984: Kate & Allie (Fernsehserie)
- 1984: Jung und Leidenschaftlich – Wie das Leben so spielt (Fernsehserie)
- 1985: War And Love[12]
- 1990: L.A. Law – Staranwälte, Tricks, Prozesse (Fernsehserie)
- 1991: Murphy Brown (Fernsehserie)
- 1991, 1993: Law & Order (Fernsehserie)
- 1996: Ich bin nicht Rappaport

## Theater (Auswahl)
- 1980: The Suicide  (ANTA Playhouse, Broadway, New York City)[4]
- 1981–1982: Grown Ups (Lyceum Theatre, Broadway, New York City)[4]
- 1982: Three Sisters (Loeb Stage, Cambridge, Massachusetts)[1]
- 1984: Elm Circle (Playwrights Horizons, Off-Broadway, New York City)[13]
- 1985: I’m Not Rappaport (American Place Theatre, Off-Broadway, New York City)[13]
- 1985–1988: I’m Not Rappaport (Booth Theatre, Broadway, New York City)[4]
- 1992–1993: Conversations With My Father (Royale Theatre, Broadway, New York City)[4]
- 1995: Conversations With My Father (The Walnut Street Theatre, Philadelphia)[14]